# آرتور کابرال
آرتور کابرال (زاده ۲۵ آوریل ۱۹۹۸) یک بازیکن فوتبال اهل برزیل است که برای باشگاه ورزشی بنفیکا در پست مهاجم بازی می‌کند.